# Баланьи, Жан де Монлюк
Жан де Монлюк, сеньор де Баланьи (фр. Jean de Montluc, seigneur de Balagny; ок. 1545 — 1603) — французский военачальник эпохи религиозных войн, князь Камбре, маршал Франции.

## Биография
Незаконнорожденный сын Жана де Монлюка, епископа Валанса, и демуазели Анны Мартен, племянник маршала де Монлюка. Легитимирован жалованной грамотой в январе 1567.
Обучался в Падуе, когда его отец в 1572 году при помощи интриг и содействии Екатерины Медичи сумел добиться для него места во французской миссии на польский избирательный сейм. В начале августа Баланьи прибыл во Францию, и в следующем году отправился в свите герцога Анжуйского в Польшу, где был хорошо принят местной знатью.
По возвращении участвовал в 1574 году в осаде Ливрона, где командовал дворянами-добровольцами при общем штурме, и был ранен.
Стал приближенным герцога Алансонского, которого сопровождал в 1578 году в Нидерланды. В 1581 году во главе тысячи пехотинцев оказал помощь осажденному Камбре и содействовал успешной вылазке гарнизона, нанесшего поражение испанцам. Через несколько дней герцог Анжуйский, заставивший противника снять блокаду, ввел в город французский гарнизон и 20 августа назначил Баланьи губернатором. В продолжение кампании принц взял Арлон, Слейс и Като-Камбрези, перед которым Баланьи получил аркебузную пулю в ляжку.
Герцог Анжуйский умер 10 июня 1584, оставив по завещанию права на Камбре своему брату королю. Тот уступил этот город Екатерине Медичи, утвердившей Баланьи в должностях губернатора и генерального наместника Камбре и Камбрези грамотами, данными 21 июля 1584 в Фонтенбло.
Через некоторое время примкнул к Католической лиге. В 1587 году направил триста всадников на помощь герцогу де Гизу против германских протестантов, которых кальвинисты призвали во Францию. В ходе осады Санлиса герцогом Омальским в 1589 году Баланьи прибыл в его лагерь с 4-тыс. отрядом и 7 орудиями. У осажденных было мало пороха, крепостные стены обветшали, и лигисты проделали в них несколько брешей, но командовавший в Санлисе Гийом де Монморанси-Торе успел известить герцога де Лонгвиля, и тот направил ему на помощь отряд Франсуа де Лану.
Внезапным ночным нападением Лану разгромил части противника. Герцог Омальский и легко раненый Баланьи бежали в Париж, где их осыпали насмешками. Это не помешало герцогу назначить Баланьи губернатором Парижа.
Во главе двух тысяч человек он присоединился к войску герцога Майенского, шедшего к Руану, которому угрожала королевская армия. В битве при Арке четыреста кавалеристов, которыми он командовал, бросились бежать без боя.
В 1590 году снова направил Майену две тысячи человек, что помогло лигистам заставить Генриха IV снять осаду Парижа. В ходе осады Руана в 1592 году разбил королевский отряд, посланный рекогносцировать расположение армии герцога Пармского.
В виду ослабления Лиги и усиления позиций короля Баланьи под влиянием жены решил сменить лагерь, и направил свою супругу на переговоры с Генрихом в Дьеп. По условиям соглашения, заключенного в этом городе 29 ноября 1593, Баланьи перешел на сторону короля, а тот признавал за ним наследное владение княжеством Камбре под французским протекторатом, и оставил за ним с титулом королевского наместника замки Марль, Боревуар, Боэн и Рибмон, входившие в состав королевского домена, но захваченные Жаном де Монлюком во время войны.
Жалованной грамотой, данной в Париже 31 мая 1594, король подтвердил за Баланьи губернаторство в Камбре и Камбрези, и назначил его маршалом Франции. Новоиспеченный князь привел на помощь Генриху для осады Лана две тысячи пехотинцев и 500 всадников. 
По словам Таллемана де Рео:

Он привел пятьсот всадников и восемьсот пехотинцев, набранных на свои средства, в распоряжение Генриха IV, когда тот не знал, как устоять против Великого командора Кастильского и г-на де Майена, которые подходили, чтобы заставить короля снять осаду с Лана. Эта услуга была Генриху IV столь отрадна, что он сделал Баланьи маршалом Франции и выдал за него сестру г-жи де Бофор. Этот Баланьи был князем де Камбре; он овладел городом Камбре, примкнув к герцогу Алансонскому…— Таллнман де Рео. Занимательные истории, с. 9
После сдачи города 2 августа король по просьбе Баланьи отправился в Камбре, где 12-го выдал новую грамоту, ратифицировавшую Дьепский трактат.
В начале франко-испанской войны войска графа де Фуэнтеса 13 августа 1595 приступили к осаде Камбре. Так как они не располагали достаточными силами, маршал не принял должных мер к обороне, но восстание горожан, тяготившихся его деспотичным правлением, вынудило французов вести борьбу на два фронта. Помощь, направленная Генрихом IV, не смогла переломить ход осады, и Баланьи был вынужден сдать город, укрывшись в цитадели, которая также пала 9 октября. В тот же день из остатков гарнизона был сформирован пехотный полк, распущенный 6 мая 1598 по окончании войны.
В 1599 году маршал предпринял попытку овладеть Камбре с помощью измены, но заговор был раскрыт, и его участников испанцы предали смертной казни.

## Семья

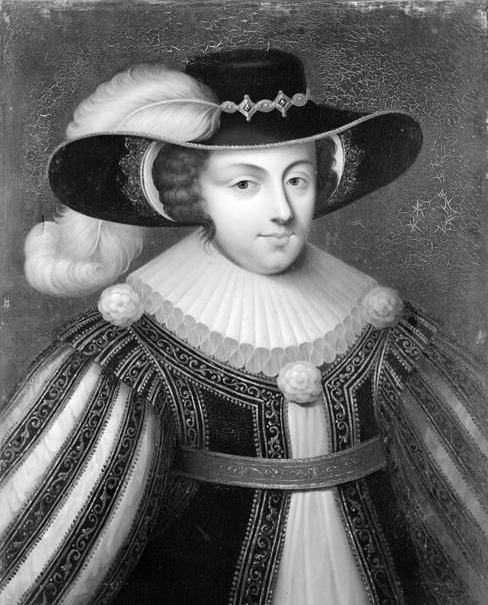
Рене де Клермон д'Амбуаз

1-я жена: Рене де Клермон д'Амбуаз (ум. 9.10.1595), дочь Жака де Клермон д'Амбуаза, сеньора де Бюсси, и Катрин де Бово, сестра «храброго Бюсси». Была известна таким же гордым и свирепым нравом, как и ее брат. По преданию, согласилась выйти за легитимированного бастарда из дома де Монтескью лишь при условии, что тот отомстит за Бюсси и убьет графа де Монсоро.

Когда Камбре был осажден, она сделала все, что могла, дабы отвратить взятие города; но после многих стараний и благородных ухищрений, видя, что ничего не помогает — и город обречен перейти к врагу, а цитадель тоже не продержится, — не в силах вынести душевную муку и покинуть свои владения (ибо ее супруг и она именовались принцем и принцессой, владетелями Камбре и Камбрези — титулом, который среди большинства народов считается ужасно дерзким, если принять во внимание их положение простых дворян) — угасла, смертельно пораженная скорбью на поле славы. Некоторые утверждают, что она по своей воле приняла смерть, — хотя и находят подобное деяние более языческим, нежели христианским. Однако остается достойной хвалы ее благородная стойкость и примечателен тот выговор, какой она сделала супругу в час своей кончины. «Что осталось тебе, Баланьи, — молвила она, — как можно жить, претерпев столь злосчастное поражение и сделавшись посмешищем и потехой всего света, чтобы на тебя показывали пальцем, вспоминая, что бывал ты в большей славе и возвышался над многими? Ныне ожидает тебя низкий удел, если не последуешь за мною. Учись же у меня как подобает умирать, не переживая падения и осмеяния». Знаменательно, когда женщина учит нас жить и умирать.— Брантом. Галантные дамы. — М., 1998. — С. 264
Дети:
- Дамьен де Монлюк (ок. 1587—1612), сеньор де Баланьи. Умер 9 апреля в Париже от раны, полученной 27 марта в поединке с бароном де Пюимореном, которого он убил. Был холост
- Маргерит де Монлюк-Баланьи. Муж: Рене оз Эполь (ум. 1650), маркиз де Нель
- Мари де Монлюк-Баланьи. Муж: Шарль де Рамбюр (ум. 1633)
- Жанна де Монлюк-Баланьи (ум. 3.01.1638). Муж 1): Шарль де Клермон д'Амбуаз (ум. 1621), барон де Бюсси, ее кузен, убит на дуэли; 2) (3.02.1627): Анри де Мем, сеньор де Руасси, президент Парижского парламента
- Мари-Катрин де Монлюк-Баланьи (1590—1.01.1666), аббатиса Ориньи

2-я жена (1596): Диана д'Эстре (1556—1618), старшая дочь Антуана IV д'Эстре, маркиза де Кёвра, и Франсуазы Бабу де Лабурдезьер, сестра Габриели д'Эстре
Дети:
- Альфонс-Анри де Монлюк (ум. 02.1628), маркиз де Баланьи, граф д'Орбек. Убит по случайности. Жена: Дениза де Тевен, дочь Франсуа де Тевена, сеньора де Ладюрбельер, рекетмейстера, и Мари Лефран
- Габриель де Монлюк-Баланьи, аббат Сен-Ломе-о-Буа в Булонне
- Анри де Монлюк-Баланьи, ум. малолетним